# Louise Marley
Pour les articles homonymes, voir Marley.
Œuvres principales
- La Musique de verre

Louise Marley, née le 15 août 1952 à Ross en Californie, est une autrice de fantasy et science-fiction. Avant sa carrière d'écrivain, elle était chanteuse à l'opéra de Seattle.

## Œuvres

### SérieThe Horsemistress Saga
Cette série est écrite sous le nom de Toby Bishop.
1. (en) Airs Beneath the Moon, 2006
2. (en) Airs and Graces, 2007
3. (en) Airs of Night and Sea, 2008

### SérieThe Singers of Nevya
1. (en) Sing the Light, 1995
2. (en) Sing the Warmth, 1996
3. (en) Receive the Gift, 1997
  - (en) Singer in the Snow, 2005

### Romans indépendants
- (en) The Terrorists of Irustan, 1999
- La Musique de verre, Mnémos, coll. « Icares », 2007 ((en) The Glass Harmonica, 2000), trad. Thibaud Eliroff, 376 p.  (ISBN 978-2-915159-98-1)Prix Endeavour (en) 2001
- (en) The Maquisarde, 2002
- (en) The Child Goddess, 2004Prix Endeavour (en) 2005
- (en) Mozart's Blood, 2010
- (en) The Brahms Deception, 2011
- (en) The Glass Butterfly, 2012
- (en) A Secret History of Witches, 2017Sous le nom de Louisa Morgan.
- (en) The Witch's Kind, 2019Sous le nom de Louisa Morgan.
- (en) The Age of Witches, 2020Sous le nom de Louisa Morgan.

### Recueils de nouvelles
- (en) Absalom's Mother & Other Stories, 2007